# Cerro testigo
Un cerro testigo u otero es un cerro aislado en una zona llana. Se trata de un relieve residual esculpido por la erosión. Es un testimonio de la evolución y retroceso de un relieve tabular o en cuesta, es decir, es un resto de la plataforma en un relieve donde hay capas de rocas duras y blandas dispuestas horizontalmente en las que la erosión ha esculpido paisajes también horizontales. Al aumentar la erosión producida por los ríos en las capas blandas se van formando colinas, y si la altiplanicie es atacada por la erosión por todos lados aparecen los cerros testigo con las cumbres planas. Son, pues, los «testigos» de la plataforma que existió en ese lugar hace millones de años.
Algunos ejemplos de este tipo de formaciones geológicas son: la montaña Pilot, en Carolina del Norte; la meseta de Dori, en Burkina Faso; el cerro La Teta, en la península de La Guajira; y los cerros en Guayana, Venezuela. Estos cerros son bastante comunes en las cuencas sedimentarias de la Meseta Central de la península ibérica, en la depresión del Ebro y en los relieves tabulares.

Ejemplos de cerros testigo
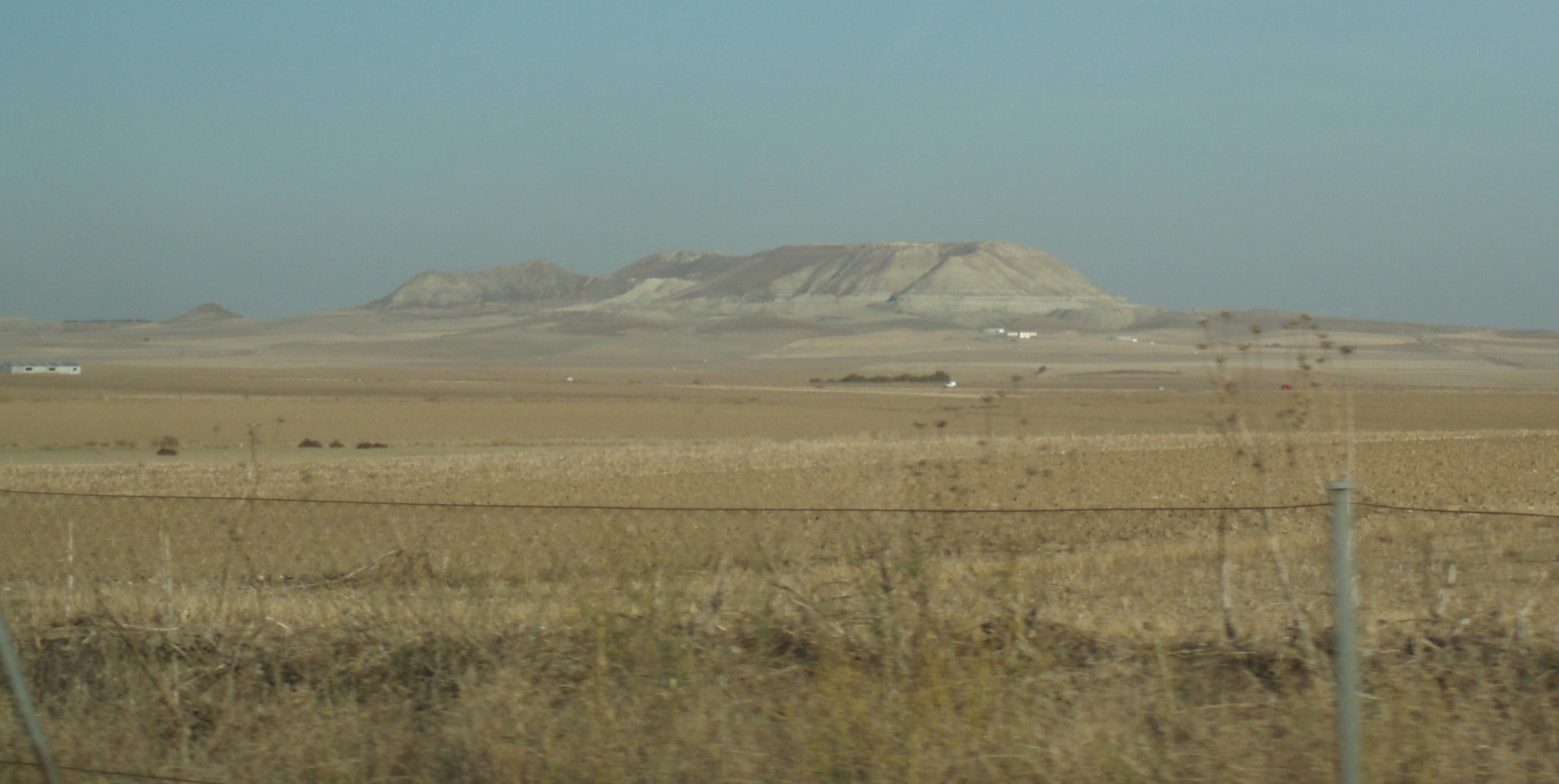
Cerros testigo en la provincia de Toledo (España)
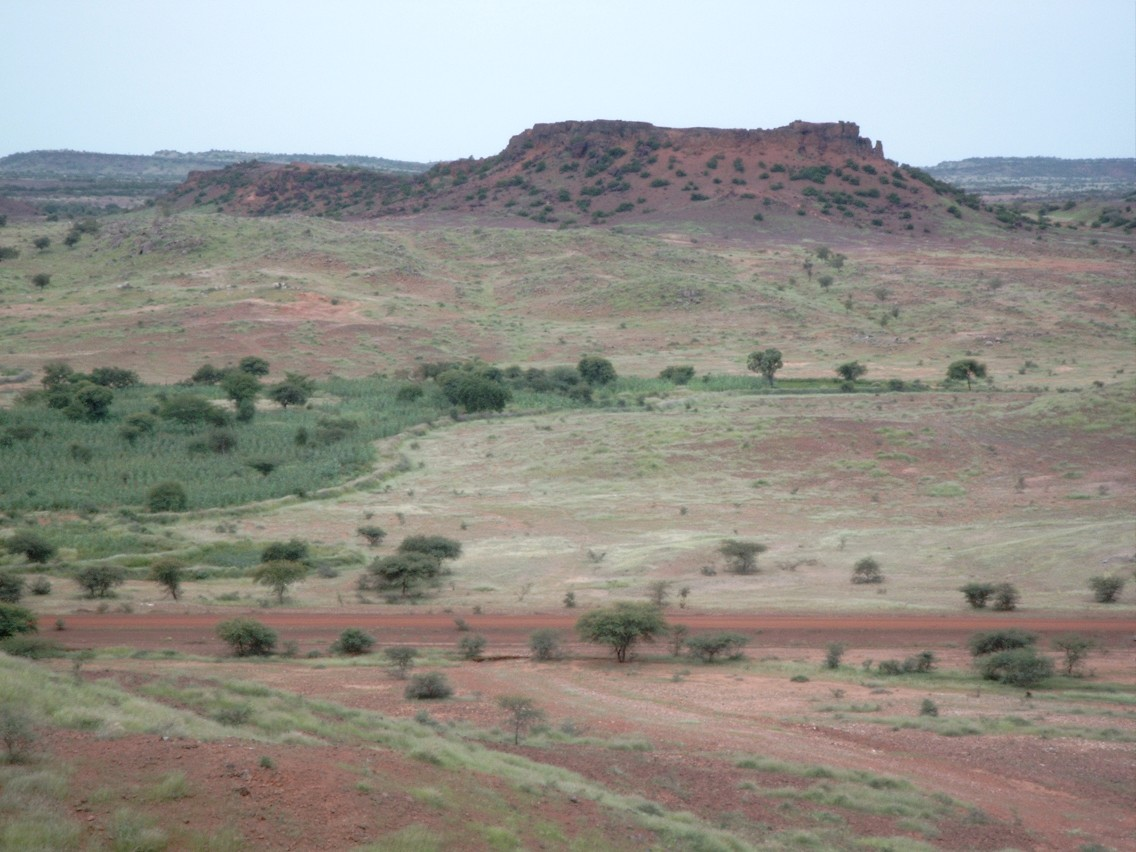
Meseta de Dori, Burkina Faso
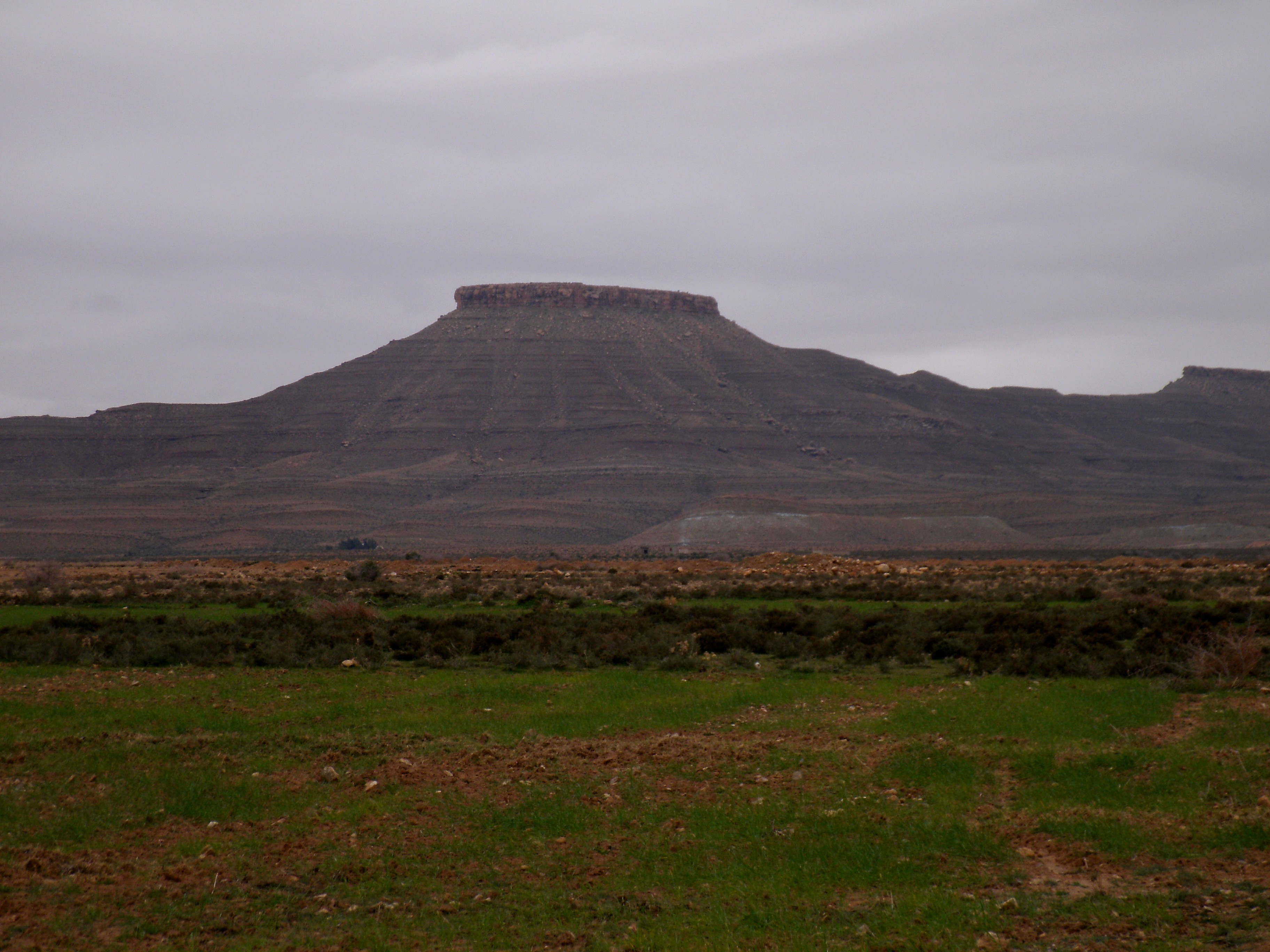
Un cerro testigo en Argelia, en los montes de los Ouled Naïl, cerca de Bou Saâda